# Sonidero
Un sonidero es un fenómeno social popular originario de la Ciudad de México. El término refiere al disc jockey y animador, propietario o no de equipos de audio, luces y video —el sonido— usado para organizar o participar en bailes públicos callejeros —bailes o también llamados sonideros— en donde concurre la comunidad cultural aficionada a este fenómeno llamada movimiento sonidero.

## Características
Los sonideros reproducen música grabada de géneros llamados tropicales como la salsa y distintos estilos de cumbia —con énfasis en la cumbia colombiana.
En México, originó ritmos como la cumbia mexicana, cumbia andina y la cumbia sonidera. Sobre la música el sonidero envía saludos y mensajes al público de manera simultánea a la reproducción de la música. La publicidad e identidad de los sonidos tiene una estética propia, la cual está presente para anunciar sus eventos de manera permanente en espacios urbanos de México. Además de su dimensión callejera, los sonidos son contratados para fiestas privadas. Igualmente es singular su relación referencial con Colombia, la salsa, la cumbia y el vallenato, incorporando muchos sonidos tanto elementos como banderas de ese país, incluso los nombres mismos de algunos sonidos. El movimiento o ambiente sonidero incluye la existencia de disqueras sonideras.
No existe un consenso sobre el origen preciso del movimiento sonidero, señalándose en la segunda mitad del siglo XX la aparición de sonidos en zonas como Tepito, San Juan de Aragón y el Peñón de los Baños —llamado por esa causa la Colombia Chiquita—, San Juan de Aragón y Tacubaya. Además de la Ciudad de México y la Zona Metropolitana del Valle de México, los sonidos y los sonideros existen en gran parte de México y en los Estados Unidos, en donde sonidos famosos también realizan giras constantes.
Derivado de esta expresión, en la Ciudad de México se originó el high energy o Hi-NRG, otro fenómeno basado en la música en espacios públicos, en ese caso, música disco, industrial, techno, techno-Industrial, House y eurohouse, entre otros.

## Orígenes

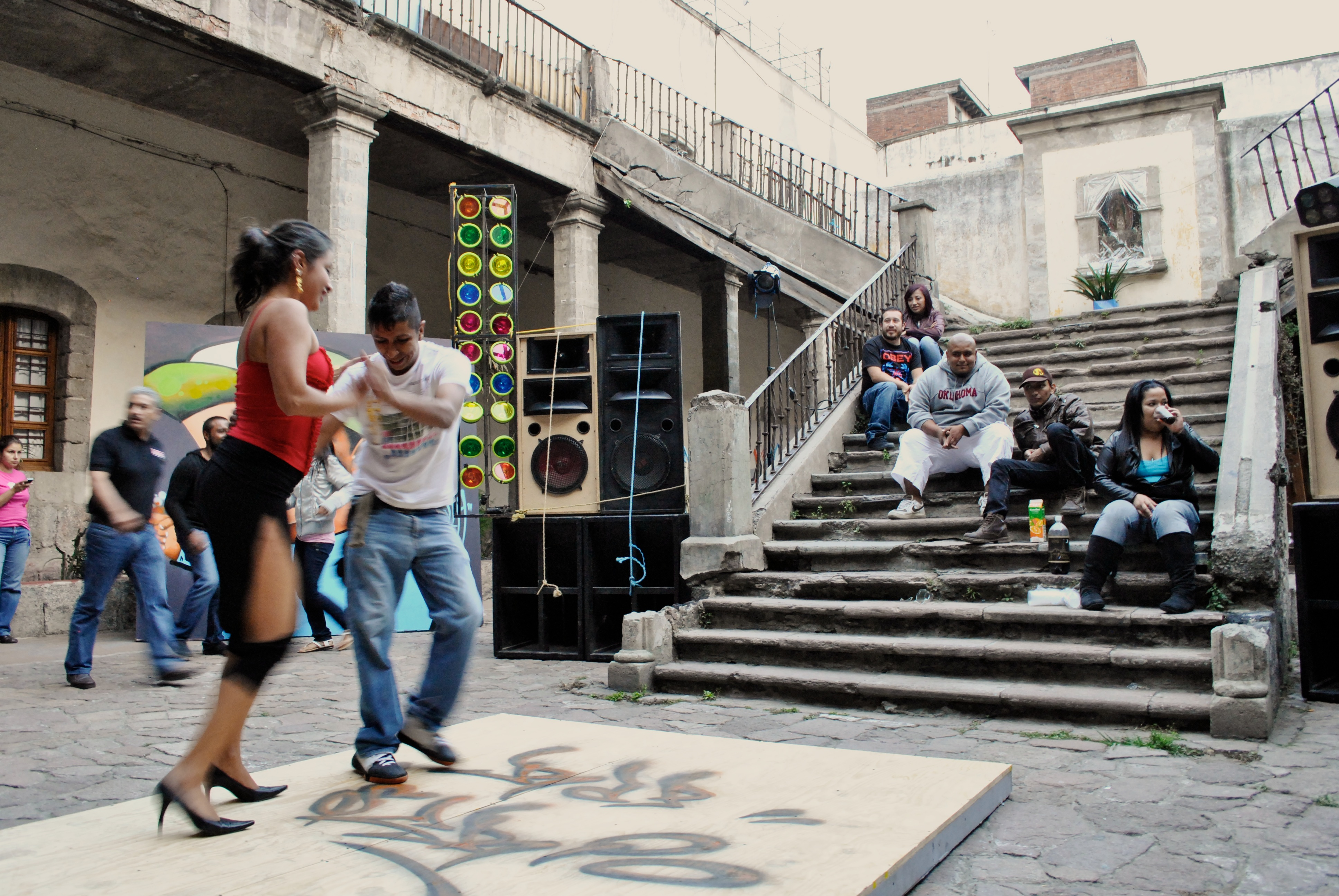
Pareja bailando cumbia en el patio de una vecindad. Detrás, las bocinas de un sonido.

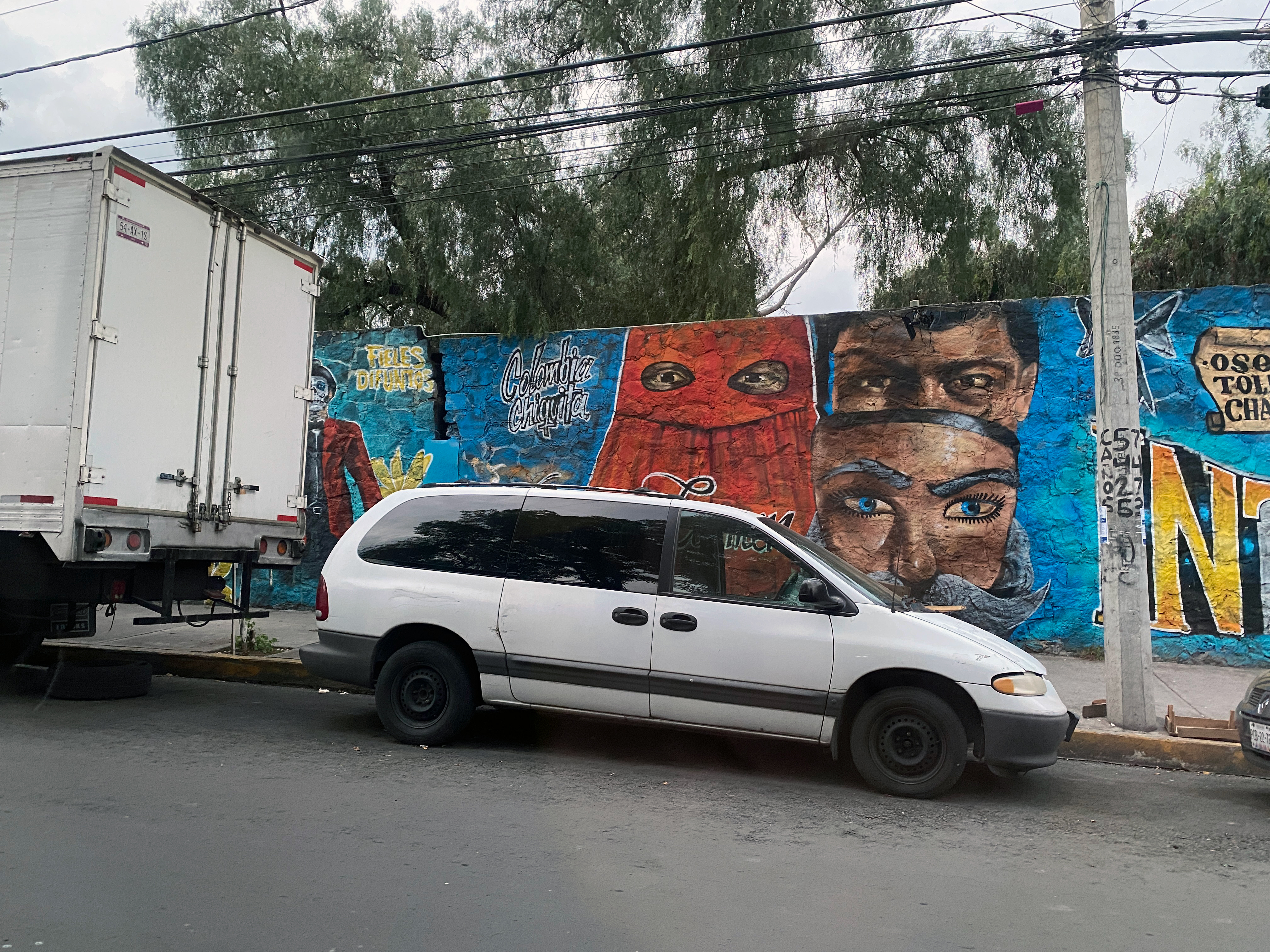
Mural en la colonia Peñón de los Baños con la leyenda "Colombia Chiquita".

Aunque el término sonidero es un término genérico, no existe como tal un autoría de quien definió el término que se considera de dominio popular para definir a esta persona, el término fue adoptado masivamente alrededor de los años 1970, originalmente se les llamaba tocadiscos.
Los orígenes se remontan a décadas atrás, en diversos y populosos barrios del Distrito Federal, donde era muy gustada la música de todos los géneros nacionales y mundiales, pero particularmente, había una inclinación hacia la llamada música tropical que se había enraizado en el país debido a la incursión de la música proveniente de la isla de Cuba durante mediados de los años 1930 a través del puerto del estado mexicano de Veracruz y que se consolidaría en las décadas de 1940 y 1950 en la capital mexicana a través del cine mexicano de la época mediante el género cinematográfico llamado Cine de rumberas el cual tenía como principal estrella a la cubana Ninón Sevilla, y es durante esa década que se consolida la rumba junto con otros ritmos musicales cubanos como el son montuno, el guaguancó, el danzón y el mambo, así como otros ritmos mezclados con los mexicanos, como los "boleros tropicales".
Estos, aparte de conocerse a través de la cinematografía mexicana que reflejaba el ambiente de los cabarés de media noche de la capital mexicana con música tropical, también era escuchada por las audiencias a través de la radio local, por lo que la mayor parte de la población de la capital que en su mayor parte era de extracto popular, asimila la música tropical proveniente de Cuba como música para convivencias sociales y bailables en las plazas y kioscos, pero en dicha época eran musicalizada por orquestas en vivo al no tener equipos fonográficos ni de reproducción de audio de ningún tipo.
Hacia 1950, la poderosa empresa fonográfica Discos Peerless, afianzó la comercialización de música de todos los géneros mediante discos LP, la desventaja de la época era que los fonógrafos eran muy costosos y no estaban al alcance de las clases populares, por lo que generalmente los extractos medio-altos eran los únicos que podrían tener una amplia colección de los también costosos LP de 78 RPM, mientras tanto en el radio aún se escuchaba el catálogo de todos los géneros incluyendo la tropical, mediante los altavoces de tiendas de venta de electrodomésticos.

### La tecnología en los barrios populares
La tecnología electrónica evolucionaba vertiginosamente en los años 50, el cine y la radio harían posible el esparcimiento de la música tropical cubana, con los primeros radios de bulbos se escucharían ya en algunos kioscos y plazas y posteriormente en las tradicionales vecindades (edificaciones habitables comunes de poco espacio a manera de departamentos). Es precisamente en las vecindades donde comenzó el arraigo por la música tropical como manera de relacionarse, esto debido a que cada vecino hacía normalmente alguna fiesta por cualquier motivo, cumpleaños, fiesta patronal, XV años o boda se hacían dichas fiestas dentro de la misma vecindad, anteriormente se disponía únicamente de algún mariachi o grupo musical para amenizar la fiesta, posteriormente, si algún vecino poseía un radio, ó un tocadiscos y disponía de LP, lo instalaba en el patio para sonorizar la fiesta con música grabada en LP, es así como poco a poco se fue utilizando esta forma de amenizar fiestas de vecindad con la llegada de los nuevos aparatos fonográficos y magnetofónicos.
Rápidamente hacia principios de los años 60 llegaron al mercado amplificadores de audio a base de bulbos de potencia, que se comenzaron a utilizar para diversas aplicaciones, por ejemplo el audio en escuelas, hospitales y otros espacios públicos abiertos a manera de megáfonos, los mismos contaban con un par de entradas para micrófonos de pedestal tipo locutor, a los cuales aparte se les podía colocar una fuente de audio externa. Uno de esos primeros aparatos fueron los equipos construidos por la fábrica mexicana Industrias Radson las cuales contaban con un par de bocinas cónicas (trompetas de perifoneo), las cuales, por no tener diafragmas móviles, generaba sonidos medios (lo cual quiere decir que no reproducía sonidos graves ni agudos). Aunado a esto, llegaban al mercado también reproductores de LP más compactos y las llamadas "consolas" así como el primer formato de casete con música grabada que distribuía la compañía RCA, el Stereo 8, casete 8 ó "cartucho".
Con estas nuevas tecnologías se comenzó el fenómeno de musicalizar con grabaciones de vinilo y magnetofónicas algunos pequeños eventos, pero hasta hoy, no hay datos exactos de quien fue exactamente quien o donde fue que además de la reproducción de música, se utilizó el micrófono y voz, de manera simultánea, para ello. Lo que si se sabe es que las primeras incursiones de este dispositivo en las fiestas es que fue utilizado para anunciar únicamente los nombres de festejados y partes del "programa" de la fiesta, sobre todo en los eventos de XV años donde se acostumbran diversos bailes como los valses en los cuales es tradicional que la quinceañera baile con parientes y padrinos, siendo cada uno de ellos anunciados por micrófono.

### Primeros sonideros
Observando esto, es como se comienza poco a poco a gestar la idea de amenizar bailes, fiestas y eventos con aparatos amplificadores y música grabada, por diversas personas en la época, por lo cual no hay dato de quien lo inicia, pero un par de barrios de la Ciudad de México se distinguirían con esta característica como precursores de este fenómeno, Tepito, San Juan de Aragón y el Peñón de los baños durante los años 60.
El Peñón de los Baños es un barrio populoso de la capital de México y se distingue preponderantemente por la escucha de todo tipo de música tropical, tanto que, fue aludido con la frase en voz del fallecido colombiano Lucho Argaín, "en Tepito y en el Peñón de los Baños, con el cucu de la Sonora Dinamita" en un tema clásico, "El cucu" una cumbia combinada con swing en algunas partes, indicando la importancia junto con Tepito y San Juan de Aragón de ser la meca de las exposiciones de grabaciones traídas del sur del continente, es conocido entre los sonideros como la "Colombia Chiquita". Dicho término es utilizado en los cerros y periferias de Monterrey por la popularidad del vallenato y cumbia colombiana de esa ciudad norteña.
Cabe destacar que fue aproximadamente en el año de 1981 cuando en un baile masivo celebrando la fiesta patronal del barrio de la asención y entre los grupos que se presentaban estaba el músico colombiano Policarpo Calle cuando en una de sus intervenciones exclamó "Para mi estar en el Peñón es estar como en mi tierra, por eso yo siempre he dicho que el Peñón de los Baños es como una Colombia Chiquita" creando el mote con el que se conoce en el mundo sonidero a esta colonia[cita requerida].
Los hermanos Perea, originarios del barrio Peñón de los Baños, en la periferia del Aeropuerto Internacional de la Ciudad de México, formaron una "disco móvil" ó "sonido" cada uno, "Fascinación" y "Arcoiris", con el cual exponían discos de diversos ritmos tropicales de grabaciones realizadas en el Caribe y Sudamérica principalmente, con el cual se distinguieron entre otros que se dedicaban al ramo, y que sería el detonante para la aparición de otros "sonideros" en el mismo lugar, por su lado en el barrio de los Reyes en el mismo Peñón de los Baños destacaba un sonido conocido como "Las quince letras" y que posteriormente cambió su nombre a Sonido Estrella y era dirigido por Luis Cruz y dirigido ahora por Francisco Cruz. Los tres sonidos mencionados son los primeros en México en desarrollar esta actividad, tal como lo atestiguan los historiadores de esta colonia, posteriormente se extiende a otros barrios del D.F. Sobre todo la zona Oriente, Sonido "Tirzo" en pistas de San Miguel Teotongo;  Ciudad Nezahualcóyotl; donde los pioneros tuvieron su competencia más fuerte; destacaban "Sonido Cache" (colonia  "Sonido Guarapera" (colonia Pavón) Y "Estrellas Kalu" (colonia Raúl Romero)ya desaparecidos, que amenizaban en salones como el FBI, Comité 50, Comité 14 y Salón Los Muñecos, sólo queda Perla Antillana Como digno representante, ya que se fundó posteriormente y sigue vigente a la fecha.
Sin embargo cabe mencionar, la presencia de un sonido originario de la colonia Artes Gráficas mejor conocido como Ariel Pérez "el caballero de la salsa" que fue uno de los pioneros en sistema totalmente estéreo en iluminación computerizada además de esto, fue uno de los sonido más apreciados en el D.F. y las zonas metropolitanas, Naucalpan, Nezahualcóyotl, etc, más tarde abrirían una pista dedicada al baile "Tropical" llamada "La conchita" donde se realizaban eventos todo los días viernes, algo parecido a lo que había hecho Patrick Miller en el club de periodistas

## Desarrollo de los sonideros
Con el tiempo se fueron ampliando las posibilidades y con la venta masiva en locales de electrónica del centro de la capital mexicana de equipo de audio y sonido más moderno, se pudo implementar iluminación robótica y amplificadores con "cerebros" y actualmente cajas de ritmos y memorias portables, grabaciones ópticas, bafles de mayor capacidad, pantallas, "rebotes" etc, son la tecnología que poseen los más renombrados sonideros, también dentro del movimiento, existen algunos sonidos más pequeños con equipo mucho menos sofisticado.

## Consolidación popular del sonidero
Conforme avanzan los años, se encuentran como espacios de esparcimiento y baile las llamadas "Discotecas" que estaban instaladas en lugares cerrados y exclusivos, su creación fue reflejo de la música disco de los años 1970 donde acudían personas de estrato social medio y alto, por lo que se margina poco a poco hasta agudizarse en los años 1980 y 1990 el ingreso de personas de estatus social popular a estos lugares.  Por otra parte, los que quedaban fuera de estos espacios tenían como alternativa a los sonideros, que llevaban su música a los barrios populares marginados, con sus "Disco móvil" con música que gustaba más a ese estrato popular, esto también debido en parte, a la complejidad económica de mantener un local fijo y cerrado para albergar eventos de este tipo que no se veía viable por mucho tiempo, así para las "Disco móvil" era mucho más práctico realizar una "tardeada" instalando lo necesario para emular una "Discoteque" y desinstalarla al finalizar que mantenerla fija incrementando costos, lo que le dio la flexiblilidad de ser nómadas y no dejar a ningún barrio de la capital sin espacios de esparcimiento para los sectores populares. 
Derivado de este fenómeno, hay empresas que comienzan a asimilar este fenómeno y a interesarse en explotarlo, una de estas fue la extinta Discos Peerless, la cual comienza a editar LP alusivos a los sonideros hacia mediados de los años 1970, algunos de estos fueron los titulados "Disco de oro para equipos de sonido" de 1977, que contenían diversas agrupaciones colombianas exitosas de la época en su contenido.
También son los encargados de pues difundir únicamente el amplio abanico de ritmos tropicales caribeños y sudamericanos entre los que se encuentran cumbia, salsa, guaguancó, boogaloo, guaracha, mambo, cha-cha-chá, rumba, timba, vallenato, porro, guajira, son, son montuno, charanga, pasebol, merengue, paseo, san juanito, albazo, chicha y el Wepa o en su caso la combinación entre estos y muchos otros ritmos tropicales del continente.

## El Tequendama de Oro como premio a sonideros y grupos como difusores de la música tropical
Comienza por el año de 1980 la edición de varias series de LP en alusión a los sonideros. Por parte de Discos Peerless se acentúa este fenómeno, y finalmente sale al mercado, una de las series míticas que perduró hasta las dos décadas siguientes "Tequendama de oro" que comenzó en 1980 por iniciativa de José Luis Vela Zaldivar de Predisa y Víctor M. Nanní ( ambos de Discos Peerless) para de alguna manera obtener varias series como las que manejaba desde los 60's Discos Fuentes con sus "14 cañonazos bailables". "Tequendama de Oro" fue ideado para colocar la serie como símbolo de la música colombiana en México, para ello, en las portadas fue escogida la imagen de una figura de oro hecha por los "Tolimas", una civilización antigua de Colombia. Ésta figura de oro hecha antes de la conquista española fue la que le significó su colocación como imagen eterna de la serie, la figura del hombre antropomorfo muciélago-jaguar fue elegida, hoy actualmente está hospedada en el Museo del Oro. Para dar nombre a la serie se pensó en algún ícono colombiano, en este caso, El Salto de Tequendama, ubicado en Tequendama, Colombia con lo que al combinar ambos íconos se creó "Tequendama de Oro", la palabra "oro" dentro del nombre, le dio una gran talla a la serie de lo cual derivó que sería un premio a lo mejor de lo mejor en música tropical, en la cual sólo deberían colocarse a los mayores éxitos musicales en México. 
La entrega se hizo costumbre hasta finales de los años 1980 y que posteriormente sería enfocada a agrupaciones se extendió hasta la desaparición de la disquera con el volumen 20 de la serie hacia 2000 cuando fue adquirida la marca por WEA siendo una de las últimas cantantes tropicales en recibir éste reconicimiento la peruana Rossy War. La "madrina" de los sonidos para la entrega de los reconocimientos en el primer "Tequendama de Oro" fue una chica llamada "Prisma" homónima de una cantante mexicana de la época. Los sonideros a través de Discos Peerless también obtuvieron reconocimientos de discográficas extranjeras como Discos Fuentes de Colombia por su trabajos de difusión musical. Los sonidos más reconocidos que poseen éstos galardones;y algunos que quizás no lo merecían tanto, son los conocidos como "Sonido la Changa", "Sonido Rolas", "Sonido Arcoiris", "sonido Perla Antillana", "Sonido Fascinación","Cristalito Porfis" "Caribali" "Sonido Inglesito","Discomovil Casablanca", entre muchos, algunos otros Pioneros que también son ya desaparecidos fueron premiados aunque no se sabe cuales eran los Méritos? para alcanzar dicho galardón, ya que Algunos eran completamente Desconocidos en los Barrios Distritenses,

## Las Discomóvil, sonideros de música disco
Inspirados en el movimiento sonidero tropical, comienza a surgir un fenómeno paralelo, las "Discomóvil". Estas son esencialmente iguales en función, objetivo, escenarios y equipo que el sonidero de música tropical, sólo se diferencia en que el Discomóvil se dedica a la música Disco y su estilo de animación y programación de temas es estrictamente más acercados a los DJ extranjeros.
Los primereros Discomóvil fueron los llamados Baby"O y UBQ en la U, Aragón posteriormente Sound Set, Banana, Wells fargo, Madness, Parovik,y muchos más los cuales fueron los precursores de las llamadas guerra de sonidos lo cual fueron del gusto del público de la capital mexicana de la casi finalizada década de los 70's y la cumbre y decadencia de la música Discoteque tanto estadounidense como europea. Otra diferencia primordial de gestación entre éstas y los sonideros tropicales es principalmente a que los creadores de la Discomóvil fueron ideadas por estudiantes de ingeniería electrónica por lo que la perspectiva técnica de implementación de equipo fue más sofisticada que la del sonidero tradicional en ese momento (finales de los 70's y principíos de los 80's). Las Discomóvil pudieron implementar equipos más modernos y técnicas diferentes de animación de las que utilizaban los sonideros en los cuales se inspiran. Aparecen otras Discomóvil parecidas como "Patrick Miller" que supera a cualquier otro en tecnología para su época y que marcó un estilo diferente y más refinado en cuanto a música, mezclas y espectáculo basado más en lo innovador y vanguardista que en lo popular, sin ballet ni animadores pero con algunos otros elementos. Lo más destacado es que al igual que el fenómeno sonidero tropical, Polymarchs crea un fenómeno que le permite incursionar y asociarse con la fonográfica Discos Musart con la cual consigue editar, hasta la fecha, los volúmenes anuales de Polymarchs donde se escuchan los temas más sonados de música Disco, que a lo largo de las diferentes épocas ha difundido las más variadas tendencias musicales pop según la época como lo fue la música Disco 70's, el Hi-Energy, el Techno-Industrial, el House, Eurohouse, creando los Tecnoraves en los 90's con música Trance, Psytrance, Progressive, Hard Techno, Drum and bass, Dark Drum and Bass, Techno, Acid Techno, Hardcore, Hardtek, Frenchcore, Beatcore, Goa trance, Electro y Minimal Techno. También son frecuentes el reggae o ragga-jungle. "Patrick Miller" del mismo modo mezcló y editó para Discos Peerless los volúmenes Maximania que en su momento revolucionaron el concepto de los discos mezclados que incluían elementos de edición y efectos muy avanzados para su época.
La Discomóvil "Winners" otro competidor, también incursiona en la materia e incluso utiliza en sus mezclas todo tipo de música que van desde la ranchera, mariachi, rock mexicano y extranjero, hasta la música clásica, a diferencia de los anteriores, éste se caracterizaba por maquilar, copiar y vender sus propios casetes de los eventos grabados en diversas pistas de baile con portadas creativas de papel metalizado alusivas a la música electrónica.

## Proliferación de la piratería en el medio masivo
A mediados de 1985 comenzaron a aparecer de manera ilegal, copias en LP de algunos temas que habían traído los sonideros con portadas improvisadas o a veces nulas (una cobertura de cartón de color blanco con una abertura al centro para permitir ver la etiqueta con la serigrafía del LP), pero para ese entonces, los LP eran copiados desde laboratorios clandestinos en Tepito, y con el paso del tiempo, hacia 1988, comienzan a aparecer los primeros casete copiados con música traídas por sonideros y que no se habían comercializado en México, muchas de las veces hizo a muchos escuchas a adquirir equipos caseros de audio de doble casetera muy populares de la época para copiar los casetes de persona en persona, estos temas por lo regular tenían nula presencia en el radio que estaba dedicada a la difusión de lo que llegaba legalmente de Sudamérica a México y/o a través de las disqueras nacionales, por primera vez aparecían portadas de los sonideros que eran los propietarios de los LP copiados a casete aunque cabe señalar que hasta esta época, solo se incluían los temas como tal sin modificación o deformidad alguna, tampoco tenían adición o sustracción de partes del audio, muy pocas veces al principio o al final de la cinta se incluía la voz de sonidero indicando su nombre y repartiendo saludos únicamente. El fenómeno lo reasume Discos Peerless y comienza a editar LP y CD bajo el nombre de varios sonidos reconocidos, es el caso de "Duelo de sonidos" y "Sonido Caribali promocionando 16 éxitos". Es hasta a partir de 1990 que se ve una desmedida piratería de música de todos los géneros en casete cosa que se aprovecha por los piratas de Tepito (y en ocasiones de otros barrios) para realizar copias de temas de LP o CD legales nacionales o a veces del extranjero para comercializarse en el mercado informal, estos casetes, incluían temas viejos mezclados con temas nuevos de la época, y lo que hacían los piratas era, cortar audios de los casetes que algunas veces vendían o daban de cortesía los sonideros de algún evento particular, y lo añadían a una serie de canciones tropicales entre ellas cumbia añadiendo portadas apócrifas con nombres de Sonidos conocidos, así en la piratería se llegaron a ver casetes con portadas de un Simio frente a una conga y encima de él el nombre de "Sonido La Changa, "el rey de las rumbas" entre otros, aprovechando la fama y distinción de los sonideros conocidos.
Para de alguna manera revertir esta tendencia, lo que realizan a mayor escala los sonideros es exponer sus temas en casete con la grabación completa de algún evento en particular (aunque ya lo hacían desde antes), en la que desde luego estaban implícitos los temas de fondo intermedios en otros géneros musicales como techno, pop o merengue además del envío de saludos, y voces deformadas y con eco de los sonideros, dichos casetes a veces tenían una portada más elaborada, indicaba el lugar donde se había hecho el evento como por ejemplo, Santa Cruz Meyehualco o la Pista el Rayo y ocasionalmente llegaban a aparecer las imágenes de los sonideros, así pues, los temas expuestos ya de alguna forma estaban intervenidos para evitar su piratería, pero, ahora entonces, esos lanzamientos son los que multiplicarían en miles de copias los piratas. En el mismo sentido, los sonideros, ante la férrea competencia entre ellos, "suenan" viejos y nuevos temas de regular difusión o que nunca se comercializaron en el país, obtenidas como se dijo, de LP incluso importados, llegando a hacerlos populares, cuando esto sucede, "bautizan" o cambian el nombre al tema musical de manera arbitraria, esto es, para ocultar el intérprete y título originales de los temas musicales para evitar que sus competidores los consigan y monopolizar la popularidad de un tema en particular. La consecuencia de estos procederes estriba en que el oyente confunde a menudo intérpretes, títulos de temas musicales, a veces incluso, derivados de errores deliberados de los sonideros al "sonar" sus temas para despistar a sus competidores al tratar de conseguir un tema musical. Un ejemplo es en 1995 y en años posteriores cuando en la capital de México comienza a volverse popular un par de temas musicales originalmente producidos por la empresa "Industria Fonográfica Peruana S.A." (Infopesa), titulado "Adiós Paloma" y "Amargo Amor" grabados por la banda musical Cuarteto Continental diez años antes cuya distribución por la empresa productora se realizó solo en Perú, Colombia (a través de Caravana Récords), Bolivia, Argentina y Chile (Nunca se distribuyó oficialmente material de la banda en México), pero que se lanza en CD y casetes apócrifos a gran escala en la capital mexicana mientras los sonideros mencionaron, incluso hasta la fecha, que el cantante era Claudio Morán y el grupo musical fue Cuarteto Continente (sin relación alguna), siendo que ambas grabaciones originales distribuidas por Midas Récords (Infopesa) fueron cantadas por Julio Mau Orlandini y como se dijo Cuarteto Continental. Dicho error sigue propagado hasta la fecha y se asume que lo dicho es un hecho.
Con esta última tendencia, y fines promocionales de los mismos sonideros, comienza una feroz competencia entre titanes sonideros que ya tenían de tiempo atrás, pero que para ese momento era más clara porque los soportes magnéticos eran los testimonios de la calidad de los temas que cada uno poseía, los ritmos a los que se dedicaba cada uno, y sobre todo el método de animación y envío de saludos al público de cada sonidero, por lo que se hace más patente la presencia en el mercado negro de los casetes sonideros.

## Cumbia sonidera, estilo de cumbia derivado por la pauta de los sonideros
Hacia 1993 se ya era muy común la escucha de estos casetes con ya modificaciones sobre las canciones, variación de velocidad, tonos, y ecualizaciones, que fue el principio de uno de tantos efectos adoptados por los músicos de cumbia sonidera que tan solo un par de años después comenzarían a utilizarlos. En este mismo año comienzan a hacer presencia los grupos de cumbia andina que sería la base para difusión masiva de géneros más variados y adición de efectos más diversos en la voces, adición y sustracción de audio más otras deformaciones, mismas que ya de inmediato comienzan a asimilarse por grupos de cumbia.
Aunque anteriormente, personalidades como el fallecido Rodolfo Aicardi en la década anterior ya habían hecho dedicaciones aludiendo a los sonideros de México, con por ejemplo, los temas "Salsa, sabor y sonido" de la agrupación "Combo nuevo" y "Ojitos Hechiceros" con la frase "para los sonideros de México" no es si no hasta el año 1994 en que aparece en el mercado discográfico nacional un Disco Compacto y Casete de la fonográfica EMI International llamado "Qué buenas Cumbias" (aludiendo posiblemente a la popular estación de radio KeBuena), en el que por primera vez, se escucha el término "Cumbia Sonidera" en una grabación formal de cumbia (puesto que no hay grabaciones anteriores aparentemente que aludan al término exacto de cumbia sonidera, puede considerarse una referencia de donde comenzó a acuñarse el término cumbia sonidera que daría nacimiento a la vertiente del mismo nombre derivada de la cumbia mexicana, este casete fue grabado por diversos grupos de Sudamérica, y el colombiano "Súper Combo Dinámico", que a ritmo de cumbia colombiana fue quien grabó el tema homónimo, "Cumbia Sonidera", una canción bastante rítmica que difiere al que ahora se conoce de "cumbia sonidera", puesto que no incluye ningún efecto de deformación, era una cumbia pura, sin procesar, junto al tema "Cumbia-Son de los sonideros" por el mismo grupo, tema en que enlista una serie de sonideros del Distrito Federal.

## Impacto social, seguridad, convivencia, relaciones interpersonales y sexualidad embebida alrededor de los eventos sonideros[9]
La amenización de eventos sociales de cualquier tipo, permiten, al igual que los eventos con grupos musicales en vivo, las discoteque (Antros) y a diferencia de estos, un espacio para la convivencia entre vecinos, personas del mismo barrio desconocidas etc, que no se frecuentan, permitiendo nuevas amistades, realizando una profundización en las relaciones interpersonales, esto debido a la presencia ambulante de estos sonideros que pueden prácticamente instalarse en cualquier parte de la ciudad, reuniendo a los lugareños. Generalmente las personas que asisten, lo hacen de manera frecuente, en ciertos barrios de diversas ciudades de México, se presentan repetidamente diferentes sonideros, dos ó más veces por mes. Los bailadores, que son asiduos a estos eventos entablan amistades con otras personas, aunque particularmente, muchas personas con la intención de poder entablar alguna relación amorosa y la obtienen. Así pues, como cualquier relación interpersonal, pueden éstas profundizarse o no, implicando diversos comportamientos relacionados, amistad, enemistad, sexualidad, etc, embebidos en ello, tanto entre personas heterosexuales como homosexuales, jóvenes y viejos.
La asistencia de personas de todas las tendencias musicales, sociales y de preferencia sexual, realizan una reunión heterogénea que permite sin embargo, de un curso exitoso en un evento sonidero sin mayor problema. Muchos asistentes son parejas ocasionales de baile que se citan en los eventos, muchas veces de manera fortuita, para algunos, una manera de divertirse y ser el centro de atención es practicar e innovar estilos de baile en un evento sonidero que atraiga la mirada de los demás asistentes quienes realizan ruedas alrededor de éstas parejas de baile que sobresalen de otras por pasos y estilo de baile no común para poder observar de un espectáculo fugaz y fortuito, generalmente es realizado por una pareja heterosexual, pero la mayor parte de éstas ruedas para ver nuevos pasos de baile en los eventos sonideros, se da para ver a parejas de baile homosexuales (aunque no implica que ambos miembros de la pareja de baile sean homosexuales, sólo uno de ellos puede serlo y acompañar a un travesti o a un transexual) ni tampoco implica que los asistentes que los observan aprueben sus preferencias, si no que todo se encuentra dentro de un ambiente de tolerancia.
Según el estilo de amenización del sonidero en acción, puede aparte de sólo enviar saludos y programar temas musicales, convertirse en quien dirija las acciones a seguir en las instalaciones, dar consejos entre otros anuncios que consideran beneficiosos para sus asistentes, por lo que por ejemplo algunos eventos sonideros son aprovechados para la difusión e invitación a tener una sexualidad y consumo de alcohol responsable, a su propio estilo, con un lenguaje más franco propio de los barrios usando jerga, para tener más impacto en el mensaje dirigido como si se le hablara a un amigo.
La seguridad de un evento sonidero es muy variable, puesto que se puede realizar en un local cerrado o al menos bardeado en el cual la admisión está regulada con boletaje y revisión de los asistentes antes de entrar al evento sonidero es constante, la toma de energía está regulada y los servicios sanitarios se incluyen, estos lugares pueden ser estacionamientos, salones de baile, o centros deportivos, pero en la mayoría de los casos, al ser eventos callejeros y muchos de ellos sin permiso de las autoridades, crean alrededor de ellos algunos ilícitos, sobre todo en las colonias más conflictivas del oriente de la Ciudad de México, empezando por el robo de energía eléctrica de los mismos sonideros desde los postes de alumbrado público que raramente causan daños a los transformadores de energía, además de tener un nulo control sobre los asistentes y sus actividades, son focos de atracción de delincuentes, personas ebrias y drogadas así como pandillas juveniles asiduas a cualquier lugar donde escuchen música por las noches, ocasionalmente hay rondines policiacos, sin embargo no son suficientes para garantizar la seguridad tanto del sonidero como de los asistentes. Las personas indeseables, que por los efectos de estupefacientes asisten a los eventos sonideros, protagonizan trifulcas a golpes, armas blancas o armas de fuego con resultados nefastos donde incluso participan mujeres jóvenes.
La reciente ola criminal y cruenta lucha entre cárteles del narcotráfico en México ha expandido sus operaciones a la extorsión de negocios y empresarios de la cual, los sonideros han sido víctimas, los cuales ante la incompetencia de las autoridades, han formado grupos de autodefensa recurriendo al uso de armas largas para defender sus intereses y patrimonio en contra de los criminales. Autonombrados "gente de barrio", y como de barrio, "también saben defenderse incluso a balazos en contra de los criminales", mencionan.

### Venezuela: Las Minitecas
Una miniteca (de «mini» y «discoteca») es una pequeña discoteca y que por su condición es móvil y desmontable. El primer salón de baile convertido en discoteca fue el Scotch-Club en Alemania, un 19 de octubre de 1959, el grupo musical de planta no tocó ese día, reproduciendo un disco de la agrupación. El término disc jockey había sido establecido en 1935. Mary Quant creó la MINI-falda, también en los 60 se había creado el pequeño automóvil Mini; de esta manera el término "mini" se expandió en esa época como sinónimo de pequeño. Es así como a inicios de los años 1970 se creó el concepto de miniteca, combinando la popularidad de la prenda de vestir de Quant con el también reciente concepto de discoteca.
El método funciona, igual y paralelamente, al movimiento de los sonideros de México, pero en Venezuela, y enfocados más específicamente a los géneros disco, merengue y salsa de la época.
Al igual que la discoteca, la miniteca se comporta como una empresa compuesta en general por varios disc jockeys, técnicos de instalación y transportistas. Pero básicamente una miniteca es el conjunto de elementos físicos móviles que utiliza un disc jockey, estos son:
- El ahora llamado discplay, que está conformado por los controladores de música y el mezclador.
- El rack, que contiene procesadores de audio, crossover electrónico, ecualizadores, amplificadores, etc.
- Los bafles, bajos, medios y agudos, es directa y proporcional a la amplificación.

Extrapolando la actividad per se, no solo se trató de los componentes, sino de un movimiento autóctono, rentable y representativo de una época. Contrariamente a lo acaecido en todo el orbe, Venezuela se familiarizó con todo un movimiento desde otra perspectiva.
Los grandes salones de baile, tuvieron sus días de oro en los años 1940 y 1950, los night clubs se asentaron en los años 1960, las pistas multicolores de las discotecas bombeaban música desde la década de 1970. Pero los DJ proclamaron los himnos de la nocturnidad, a través cajas de sonido llamadas «minitecas». Hoy en día la miniteca es también llamada discplay.[cita requerida]
Mayormente las minitecas se utilizan en fiestas y eventos de mediana envergadura pero su crecimiento fue tal llegaron a ocupar grandes espacios, siendo legendarias "las Guerras de Minitecas" en el Poliedro de Caracas (Venezuela).

## Sonideros en la actualidad
En la actualidad la mayor parte de las personas dedicadas al ramo se diversifican en dos ramas, los DJ llamados de "Luz y sonido profesionales" que se dedican a colocar música en todo tipos de eventos, no mantienen la comunicación con su público espectante por ser generalmente contratados para eventos privados, además de no solo musicalizar música tropical, si no también otros géneros diversos como la música electrónica, Techno, Dance, Rock, Reggaeton, Duranguense, etc, y por otra parte la línea sonidera propiamente. Es incontable el número de sonideros existentes tanto en la república mexicana como en Estados Unidos, estos al tener gran penetración como opción de entretenimiento, se les suele solicitar junto con alguna agrupación de música en vivo, y cuentan con equipo muy básicos de sonido, hasta toneladas de equipo, los cuales se dotan de material y equipo desde la capital del país, como es el caso de la "tienda sonidera" de Sonido Sonorámico en el centro de la capital, así como Puebla y varios estados del país. Han encontrado un nicho en el movimiento sonidero, amenizando todo tipo de eventos sociales e incluso político-gubernamentales, poseen una gran audiencia y el fenómeno no prevé un decaimiento próximo, se estiman poco más de 60 mil sonidos en la república mexicana entre pequeños y grandes.[cita requerida]
En octubre de 2023, el sonidero fue declarado Patrimonio Inmaterial de la Ciudad de México.